# Special Olympics Dominikanische Republik
Special Olympics Dominikanische Republik (englisch: Special Olympics Dominican Republic) ist der dominikanische Verband von Special Olympics International, der weltweit größten Sportbewegung für Menschen mit geistiger Beeinträchtigung und Mehrfachbeeinträchtigung. Ziel ist die sportliche Förderung dieser Personengruppe und die Sensibilisierung der Gesellschaft für sie. Außerdem betreut der Verband die dominikanischen Athletinnen und Athleten bei den Special Olympics Wettbewerben.

## Geschichte
Special Olympics Dominikanische Republik wurde mit Sitz in Santo Domingo gegründet.

## Aktivitäten
2015 waren 2.075 Athletinnen, Athleten und Unified Partner sowie 205 Trainer bei Special Olympics Dominikanische Republik registriert.
Der Verband nahm 2016 an den Programmen Athlete Leadership, Young Athletes, Motor Activities Training Program (MATP), Volunteer Program, Family Support Network und Unified Sports teil, die von Special Olympics International ins Leben gerufen worden waren.

### Sportarten
Folgende Sportarten wurden 2016 vom Verband angeboten:
- Basketball (Special Olympics)
- Bowling (Special Olympics)
- Floor Hockey
- Fußball (Special Olympics)
- Golf (Special Olympics)
- Leichtathletik (Special Olympics)
- Schneeschuhlaufen (Special Olympics)
- Schwimmen (Special Olympics) und Freiwasserschwimmen
- Softball
- Tennis (Special Olympics)
- Triathlon (Special Olympics)
- Volleyball (Special Olympics)

### Teilnahme an Weltspielen vor 2020

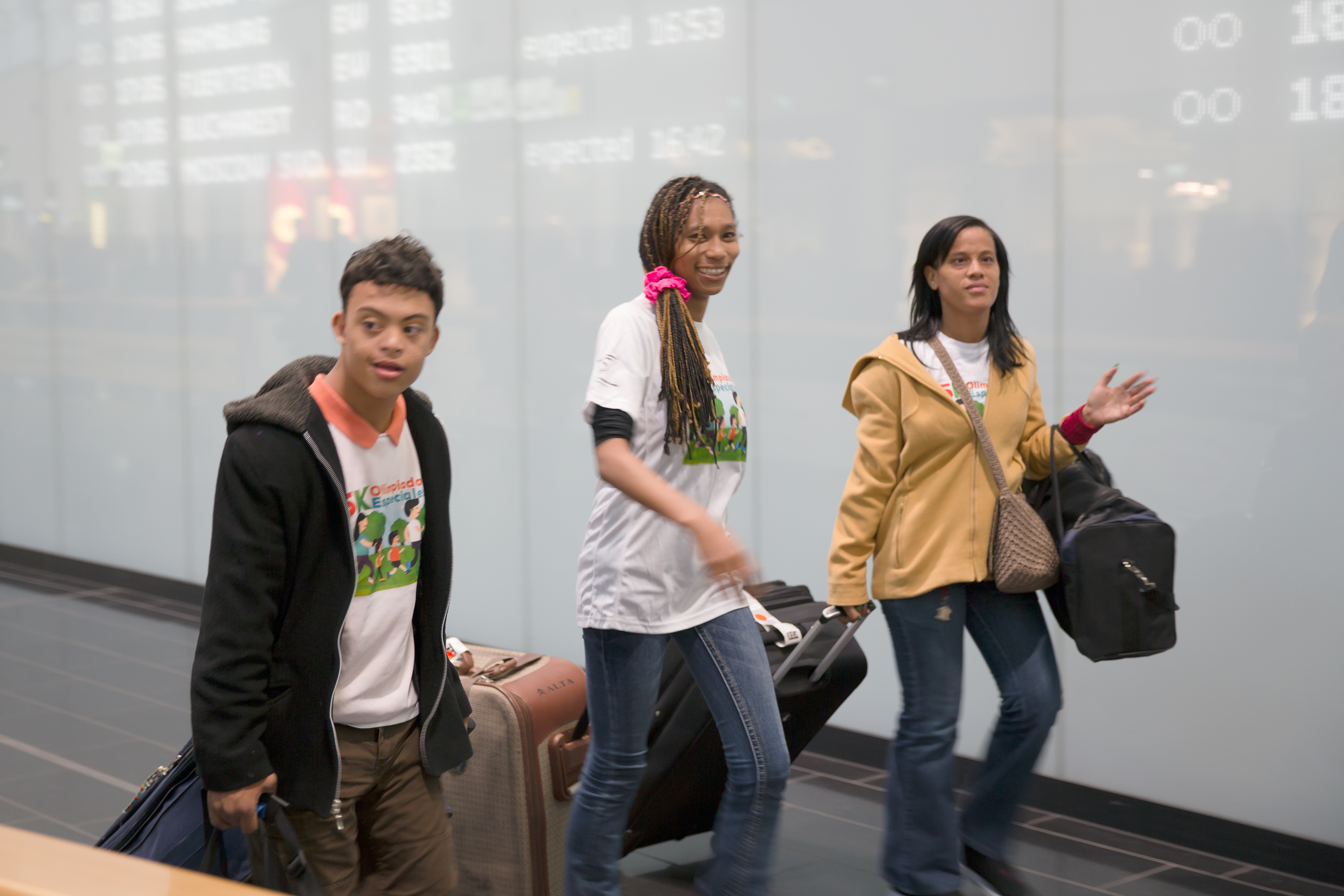
Ankunft von Mitgliedern des Teams der Dominikanischen Republik bei den Special Olympics World Winter Games 2017

- 2011 Special Olympics World Summer Games, Athen

- 2013 Special Olympics World Winter Games, PyeongChang, Südkorea

- 2015 Special Olympics World Summer Games, Los Angeles, USA (33 Athletinnen und Athleten)

- 2017 Special Olympics World Winter Games, Graz-Schladming-Ramsau, Österreich

- 2019 Special Olympics, World Summer Games, Abu Dhabi (25 Athletinnen und Athleten)[2]

### Teilnahme an den Special Olympics World Summer Games 2023 in Berlin
Special Olympics Dominikanische Republik nahm an den Special Olympics World Summer Games 2023 teil. Die Delegation wurde vor den Spielen im Rahmen des Host Town Program von Rostock betreut, sie bestand aus 23 Personen. Das Team gewann bei diesen Weltspielen acht Gold-, vier Silber- und zwei Bronzemedaillen.